# أورمسبي إم ميتشل
أورمسبي إم ميتشل (بالإنجليزية: Ormsby M. Mitchel)‏ (و. 1810 – 1862 م) هو عالم فلك، وضابط من الولايات المتحدة الأمريكية . ولد في مقاطعة يونيون .
توفي في بيافورت، عن عمر يناهز 52 عاماً. بسبب حمى صفراء .

## التعليم
تعلم في الأكاديمية العسكرية الأمريكية

## الخدمة العسكرية
خدم في جيش الاتحاد.